# Federica Macrì
Pour les articles homonymes, voir Macri.
Federica Macrì, née le 22 août 1990 à Trieste, est une gymnaste artistique italienne.

## Palmarès

### Championnats d'Europe
- Volos 2006
  -  médaille d'or au concours par équipes